# 姓解

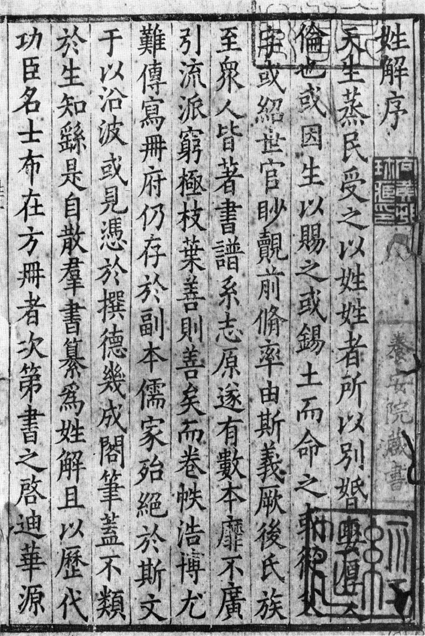
『姓解』

『姓解』（せいかい）は、中国北宋の邵思（しょうし）による姓氏辞典。全3巻。
中国では早くに散逸し、日本の国立国会図書館にのみ北宋刻本が残る。なお、同本は重要文化財に指定されている。

## 内容
著者の邵思については明らかでない。『姓解』以外の著作としては『雁門野説』が残る。
景祐2年（1035年）の序文がある。2568の姓を170の部首に分けて説明している。部首は『玉篇』などと異なる独自の順序に従う。姓氏の本には載っていてもその姓の著名な人物が見あたらないものは、各部首の末尾に文字だけをあげる。
鄭樵『通志』氏族略序で、『元和姓纂』などとともに『姓解』の名をあげ、また古来姓氏の本には郡望によるもの、音によるもの、字の偏旁によるものの3種類があるといっているが、『姓解』はこのうち偏旁によるものにあたる。

## テキスト
『姓解』は『直斎書録解題』や『宋史』芸文志に見えているが、それ以降の書物には言及がなく、中国でははやく滅んだようである。
国立国会図書館に残る北宋刊本が現存する唯一の本である。北宋の刊本というのはそれだけで珍しく、印刷書体の変遷を考える上でも重要な書物である。
高麗国十四葉辛巳歳（1101年）の印があり、また養安院（曲直瀬正琳）の蔵書印があることから、おそらく文禄・慶長の役で宇喜多秀家が朝鮮王府から奪った分捕本であると考えられている。
清末の『古逸叢書』の中に含まれ、中国でも知られるようになった。楊守敬は『姓解』について誤りが多く俗説を引くことが多いとして低く評価しているが、現在では見られない書物を引用しているのを長所とする。